# Блок, Георгий Петрович
Георгий Петрович Блок (12 [24] марта 1888, Санкт-Петербург, Российская империя — 26 февраля 1962, Ленинград, СССР) — советский литературовед (историк литературы, текстолог), кандидат филологических наук; переводчик и писатель. Двоюродный брат поэта А. А. Блока.

## Биография
Родился 12 (24) марта 1888 года в Санкт-Петербурге в семье адвоката Петра Львовича Блока (1854—1916); мать — Александра Николаевна (1856—1927), дочь Н. А. Качалова.
В 1906 году окончил 6-ю гимназию — с золотой медалью и премией им. К. П. Петрова за особые успехи в русской словесности. В 1909 году с золотой медалью был выпущен из Александровского лицея.
До 1917 года служил в сенатской канцелярии — помощник секретаря, секретарь; одновременно был помощником редактора «Сенатских ведомостей». К 1914 году — камер-юнкер.
В 1918 году был привлечён академиком А. Е. Ферсманом к работе в академической Комиссии по изучению естественных производительных сил России в качестве заведующего редакционно-издательским отделом.
В 1921 году поступил на работу в Пушкинский дом учёным хранителем рукописей. В его обязанности входило описание рукописных собраний и поиски писательских архивов. Блоку удалось найти и приобрести для Пушкинского дома архив Фета, работа над которым положила начало его литературоведческим занятиям. Первые работы, выполненные под руководством Б. Л. Модзалевского, были посвящены Фету и Л. Толстому. В 1924 году в серии «Труды Пушкинского дома» была напечатана его книга «Рождение поэта. Повесть о молодости Фета. По неопубликованным материалам» (о первых годах поэтической деятельности Фета).
В 1923 году, по настоянию секретаря Академии наук, академика С. Ф. Ольденбурга, он занял должность управляющего делами Конференции академии. В это же время он стал одним из основателей и главным редактором кооперативного издательства «Время», где был организатором и редактором «Полного собрания сочинений» Ромена Роллана и Стендаля, одновременно занимаясь и переводами сочинений этих авторов. В 1925 году по его инициативе была напечатана биографическая повесть О. Мандельштама «Шум времени».  В 1934 году издательство «Время» вошло в состав Гослитиздата, для которого Блок переводил, кроме Стендаля, некоторые произведения Вольтера и Роже Мартена дю Гара.
Первый раз был арестован как бывший лицеист в феврале 1925 года и сослан на Северный Урал, откуда вернулся осенью 1928 года. Вторично был арестован как «социально опасный элемент» 25 февраля 1935 года и 4 марта 1935 года Особым совещанием НКВД СССР приговорён вместе с семьёй — женой Еленой Эрастовной Штерцер (1896—1992) и дочерью Анастасией — к 5-тилетней ссылке в Иргиз. Из ссылки вернулся только в конце 1944 года; в марте 1945 года с Г. Блока была снята судимость. Посмертно реабилитирован 19 сентября 1989 года.
В 1938 году он был привлечён к работе над «Полным собранием сочинений» А. С. Пушкина, предпринятым Академией наук СССР; около двух лет заняло составление выпущенного в 1940 году указателя к IX тому академического собрания сочинений Пушкина. Эта работа дала ему исходный материал для кандидатской диссертации «Пушкин в работе над историческими источниками» и привлекла его к изучению литературы и языка XVIII века. Во время работы над диссертацией им была написана серия небольших очерков о Пугачёве, которые были заказаны Гослитиздатом для «Справочника по Пушкину» и утверждены к печати, но «Справочник» не был напечатан в связи с начавшейся войной, а рукописи потерялись в издательском архиве. В своей диссертации Г. П. Блок тщательно проанализировал работу Пушкина над «Историей Пугачёва». Защита диссертации состоялась в конце 1946 года в Институте мировой литературы им. А. М. Горького. В 1949 году эта работа была издана отдельной книгой: «Пушкин в работе над историческими источниками» (М.—Л. : изд-во и 1-я тип. Акад. наук СССР, 1949 (Ленинград). — 216 с., 12 л. ил.). «Значительное внимание Блок уделил выявлению иностранных сочинений, которые просматривал Пушкин в пору создания „Истории Пугачева“. Разыскания исследователя подтвердили пушкинские высказывания о том, что за единичными исключениями сочинения иностранцев о Пугачеве малодостоверны, изобилуют домыслами и вымыслами».
После защиты кандидатской диссертации в 1946 году он работал в музее Л. Н. Толстого, где устраивал юбилейные выставки, делал научные доклады и неоднократно временно исполнял обязанности директора музея. По распоряжению Президиума Академии наук СССР от 23 сентября 1948 г. № 1015 он был переведён на научную работу в Архив Академии наук; с 1 декабря 1950 года — в звании старшего научного сотрудника по специальности «история литературы». В это время им были напечатаны: Рукописные материалы И. П. Павлова в Архиве Академии наук СССР / Г. П. Блок, Е. С. Кулябко. — М.—Л. : изд-во и 1-я тип. Изд-ва Акад. наук СССР, 1949 (Ленинград). — 156 с. — (Труды Архива / Академия наук СССР; Вып. 8) и Рукописи Б. Б. Голицына в Архиве Академии наук СССР / Сост. Г. П. Блок и М. В. Крутикова. — М.—Л. : Изд-во Акад. наук СССР, 1952. — 139 с. — (Труды Архива / Акад. наук СССР; Вып. 10).
Последние годы жизни Г. П. Блок работал над изданием академического «Полного собрания сочинений» М. В. Ломоносова, являясь редактором, составителем и автором вводных статей и значительной части примечаний к четырём томам этого собрания, а также принимая участие в выпуске всех других томов.
В 1952 году он был введён в состав главной редколлегии четырёхтомного «Словаря русского языка»; бюро отделения литературы и языка АН СССР ввело его в состав членов Словарной комиссии при отделении.
Умер в Ленинграде 26 февраля 1962 года.
Художественные произведения Г. П. Блока:
- Одиночество (роман). — Ленинград: Изд-во писателей в Ленинграде, 1929 (гос. тип. им. Евг. Соколовой). — 142 с.
- Московляне (историческая повесть): [Для ст. возраста]. — Москва; Ленинград: Детгиз, 1951. — 352 с.

## Семья
С 11 октября 1910 года был женат на Ольге Константиновне Стааль (1892—1934), дочери капитана 2-го ранга.